# Јозеф Дитрих
Јозеф Дитрих (Хаванген, 28. мај 1892 — Лудвигсбург, 21. април 1966) је био СС генерал и високи званичник Нацистичке партије. Био је један од најодликованијих немачких војника током Другог светског рата. Највише се истакао као командант на Источном фронту и у бици на Арденима. Командовао је јединицом Хитлерових телохранитеља, која је касније прерасла у 1. СС оклопну дивизију Телесна гарда Адолфа Хитлера.

## Биографија

### Први светски рат
Дитрих је рођен у Баварији 1892. Прикључио се немачкој војсци 1911. и током Првог светског рата напредовао је до чина наредника. Чинио је посаду једног од првих немачких тенкова. Највећи део рата је провео у Баварској пољској артиљерији, где је награђен Гвозденим крстом за храброст у борби.

### Међуратни период и пријатељство са Хитлером
Након краја рата, Дитрих је био веома разочаран Немачким поразом. Због тога се прикључио фрајкорима, организацији која је имала за циљ да скине са власти врх новостворене Вајмарске републике, зато што су веровали да су они издали Немачку војску. Фрајкори су се у акцији показали као веома брутална група, што се највише видело када су неутрализовали комунистичку власт у Минхену. Као стари Хитлеров познаник, прикључио се паравојној формацији Нацистичке партије, СА-у 1923. године.
Након неуспелог Пивничког пуча 1923. ради разне послове пре него што се прикључује СС-у 1928. године. Убрзо је постао један од најближих Хитлерових сарадника и командант његовог обезбеђења. Често је током његових путовања по Немачкој био и његов возач. Изабран је за посланика у Рајхстагу 1930. а годину дана касније унапређен је у чин групенфирера. Пошто је био члан најближег круга Хитлерових сарадника, водио је разговоре о најразличитијим темама са њим. Често је ишао и на ручак са Хитлером, не плашећи се озлоглашеног вође. Хитлер је много поштовао Дитриха, и у њему је видео храброг и лојалног сарадника. Због тога је његово радно место било у Хитлеровој канцеларији, где је заузимао једну просторију.
Специјална јединица коју је Дитрих организовао 1932. се развила у Хитлерову личну гарду, која је имала улогу Хитлерове личне армије, а касније је добила облик дивизије у Вафен СС-у. То је била једна од две јединице која је имала право да садржи Хитлерово име као део свог имена. Пошто је Дитрих био командант Хитлерове групе телохранитеља, он је имао великог удела у покољу СА команданата током Ноћи дугих ножева. Његова СС јединица је обезбедила групу од седам људи који би извршавала убиства Ернста Рема и његових најближих сарадника.
Дитрих је унапређен у чин обергрупенфирера 1. јуна 1934. године, што је био еквивалент чину генерала. Он се свидео Вернеру фон Фричу, који га је лично упутио како да организује Хитлерову личну гарду у елитну јединицу.

### Други светски рат
Дитрих је са Хитлеровом личном гардом учествовао у бици за Француску, а нарочито се истакао током напредовања ка Денкерку. Хитлер га је лично, 5. јула 1940. одликовао Витешким крстом. Био је 26. војник који је одликован тим орденом. Јединица под Дитриховом командом је повећана на ниво бригаде, када је одлучено да ће учествовати у нападу на Југославију и бици за Грчку. Дитрих је одржавао такорећи очински однос према својим подређеним током катастрофичне операције Барбароса, када је знао име сваког потчињеног у свом штабу. Његова јединица је 1943. проширена у 1. СС оклопну дивизију. Током повлачења из Русије, након Битке за Стаљинград, успео је седам пута да спасе своју јединицу од опкољавања и потпуног уништења. Одлично се сналазио на борбеној линији, и успевао је да извуче своје јединице чак и из најгорих ситуација, након чега би често организовао снажан противудар.
Иако је Дитрих до сржи био СС војник, он није подржавао екстремне мере које су водећи нацисти практиковали, већ му је лојалност према војницима из јединице била на првом месту. Он их је често бранио од Хајнриха Химлера, а двапут се жалио Хитлеру због убијања Јевреја. Дитрих је одиграо веома битну улогу и поновном заузимању Харкова, и био је 26. војник коме су додељени мачеви за Витешки крст. У априлу 1944. унапређен је учин оберстгрупенфирера, чин еквивалентан генералоберсту у Немачкој војсци.
Током јуна 1944. командовао је 1. СС оклопним корпусом у бици за Нормандију. За време ове кампање, Дитрих је први пут јавно показао да се не слаже са Хитлеровом стратегијом. Он је хтео да изведе тактичко повлачење на положаје који би били повољнији за одбрану. Хитлер то није дозволио, јер је он то сматрао повлачењем, што није било дозвољено СС јединицама.
Неколико сати пре него што је тешко рањен од стране авиона Краљевског ратног ваздухопловства фелдмаршал Ервин Ромел је вршио инспекцију на Западном фронту у Нормандији. Тада се састајао са свим командантима који су му били подређени. Том приликом се састао и са Дитрихом, и питао га да ли би он послушао његову команду, чак ако се она не би слагала са Хитлеровом. Дитрих му је тада рекао, да је он његов фелдмаршал и командант, и да ће слушати сваку његову команду. Ромел се задовољан вратио у штаб и рекао свом ађутанту да је Дитрих на њиховој страни. Али, Дитрих је побеснео када је сазнао за вести о Јулској завери, коју је назвао кукавичким чином завереника, чији је план био да доведу Немачку у стање хаоса. Иако је на почетку изгледало као да би стао на страну завереника, касније је показао другачији став, чиме је сачувао Хитлерово поверење.
Хитлер му је током Арденске битке, која је представљала последњу организовану офанзиву немачке војске током рата, поверио на команду 6. СС оклопну армију. Почетни напад је донео одређене успехе, али је недостатак горива онемогућио напредовање немачких јединица. Ову јединицу је предводио током борби у Мађарској, као и у последњој бици у којој је учествовао, приликом одбране Беча. Са својом ослабљеном јединицом није успео да заустави напредовање Црвене армије, која је заузела Беч. Након тог пораза, Дитрих се са својом јединицом повлачи и предаје генералу Патону 8. маја 1945. године.

### Период након рата и оптужбе за ратне злочине
Дитрих је оптужен за масакр код Малмедија, када су припадници 1. СС панцер дивизије, убили 80 америчких ратних заробљеника. Проглашен је кривим, али његова командна одговорност никад није доказана. Осуђен је на доживотну робију, због прекршаја против обичаја рата. Многи виши немачки официри, међу којима и Хајнц Гудеријан, су се јавили као сведоци одбране, па је пресуда скраћена на 25. година. Одслужио је 10 година казне, након чега је пуштен из затвора 1955. године. Након тога је поново ухапшен под оптужбом за учествовање у масакру током Ноћи дугих ножева, због чега је осуђен на 18 месеци затвора, а на слободу је пуштен 1958. године. Совјетски суд га је у одсуству осудио на смртну казну због злочина током битке за Харков 1943. године. Дитрих је умро од срчаног удара 1966. године.